# Éric Le Chanony
Éric Le Chanony (ur. 28 lutego 1968 w Amiens) – francuski bobsleista. Trzykrotny olimpijczyk, brązowy medalista (czwórki mężczyzn na igrzyskach w Nagano). Jest również mistrzem świata w czwórce z 1999 roku i brązowym medalistą w dwójce z 1995 roku.
Uprawiał także lekkoatletykę (rzut dyskiem), był w tej konkurencji medalistą mistrzostw Francji.

## Wyniki olimpijskie
| Igrzyska            | Konkurencja      | Wynik |
| ------------------- | ---------------- | ----- |
| Lillehammer 1994    | Czwórki mężczyzn | 16.   |
| Nagano 1998         | Dwójki mężczyzn  | 13.   |
| Nagano 1998         | Czwórki mężczyzn |       |
| Salt Lake City 2002 | Dwójki mężczyzn  | 5.    |